# Laguna de Ixpaco
A Laguna de Ixpaco é uma laguna localizada na Guatemala. A cota de altitude deste lago localiza-se nos 750 metros acima do nível do mar, no departamento de Santa Rosa e município de Barberena.